# Незрівняний Наконечников
«Незрівняний Наконечников» (рос. Несравненный Наконечников) — радянський короткометражний художній фільм 1980 року, знятий режисером Юрієм Анікєєвим на кіностудії «Ленфільм».

## Сюжет
Комедія-водевіль про перукаря, який став драматургом, не знаючи, за наскільки складну справу взявся.

## У ролях
- Сергій Лосєв — Михайло Наконечников, перукар
- Михайло Боярський — Вадим Едуардов. популярний співак
- Михайло Пуговкін — Микола Іванович, шанувальник Раїси Петрівни
- Любов Поліщук — фанатка Едуардова
- Л. Коркунова — Раїса Петрівна, перукарка, колега Наконечникова
- Марія Бєлкіна — продавчиняя

## Знімальна група
- Режисер — Юрій Анікєєв
- Сценаристи — Павло Фінн, Олександр Вампілов
- Оператор — Лев Колганов
- Композитор — Дмитро Кижаєв
- Художник — Марксен Гаухман-Свердлов